# Hirochika Miyoshi
Hirochika Miyoshi (japanisch 三好 洋央 Miyoshi Hirochika; * 17. Mai 1987 in der Präfektur Nagasaki) ist ein ehemaliger japanischer Fußballspieler.

## Karriere
Miyoshi erlernte das Fußballspielen in der Jugendmannschaft von Ōita Trinita und der Universitätsmannschaft der Pädagogischen Hochschule Osaka. Seinen ersten Vertrag unterschrieb er 2010 bei Blaublitz Akita. Der Verein spielte in der dritthöchsten Liga des Landes, der Japan Football League. Am Ende der Saison 2013 stieg der Verein in die J3 League auf. Für den Verein absolvierte er 132 Ligaspiele. 2016 wechselte er zum Ligakonkurrenten Fujieda MYFC. Für den Verein absolvierte er 44 Ligaspiele. Ende 2017 beendete er seine Karriere als Fußballspieler.